# Anoplophora stanleyana
Anoplophora stanleyana es una especie de escarabajo longicornio del género Anoplophora, subfamilia Lamiinae. Fue descrita científicamente por Hope en 1839.
Se distribuye por Bután, China, India, Birmania, Nepal y Vietnam. Mide 30-50 milímetros de longitud. El período de vuelo de esta especie ocurre en los meses de febrero, abril, agosto y septiembre.